# Brant Bjork and the Low Desert Punk Band
Brant Bjork and the Low Desert Punk Band is een band die in 2014 werd opgericht door Brant Bjork ter ondersteuning van het album Black Power Flower. Dit album wordt gezien als een soloalbum van Bjork, maar de overige muzikanten hebben invloed gehad op het opnameproces. De band speelt stonerrock en behoort tot de Palm Desert Scene. De leden zijn Brant Bjork, Bubba Dupree, Dave Dinsmore en Ryan Gut.

## Biografie
Black Power Flower is het debuutalbum van de band. Het werd in op 14 november 2014 uitgebracht. De opnamen voor het album werden gemaakt in Bjorks studio 'Jalamata' in Joshua Tree. Voor dit album werden in 2015 twee muziekvideo's uitgebracht: op 9 april de video voor 'Boogie Woogie on Your Brain' en op 27 mei 'Controllers Destroyed'. In deze laatste video is skateboarder Steve Salba te zien.
Op 30 mei 2014 speelde de band voor het eerst het nummer 'Requiem' (dat overigens niet op het album werd uitgebracht) live tijdens de Low Desert Punk Tour in Australië. De bezetting tijdens deze tournee bestond uit Bubba Dupree (Void, Hater), Dave Dinsmore (Bl'ast, Ché) en Tony Tornay (Fatso Jetson).
In 2016 bracht de band het album Tao of the Devil uit. Voor dit album werden er drie muziekvideo's opgenomen; The Gree Heen, Stackt en Luvin'. Op dit album is de nieuwe drummer Ryan Gut te horen. Het album werd gepromoot door de Low Desert Punk tour.
Het livealbum Europe '16 werd in 2017 uitgebracht. Het album bevat opnames van de Low Desert Punk Tour van 2016. Het livealbum werd gepromoot door de Gree Heen Europe 2017 tour met Sean Wheeler als speciale gast.

## Discografie
- 2014: Black Power Flower
- 2016: Tao of the Devil
- 2017: Europe '16

## Single
- 2016: Stackt

## Muziekvideo's
- 2015: Boogie Woogie On Your Brain
- 2015: Controllers Destroyed
- 2016: Stackt
- 2016: Luvin'